# Vicekanselier van Oostenrijk
De Vicekanselier van Oostenrijk (Duits: Vizekanzler), is de plaatsvervanger van de Bondskanselier van Oostenrijk.
In de meeste gevallen is de vicekanselier lid van de kleinere regeringspartij. In geval zowel de bondskanselier als vicekanselier gelijktijdig verhinderd zijn, benoemt de Bondspresident (Bundespräsident) een ander lid van het kabinet tot waarnemend bondskanselier.

## Lijst van vicekanseliers van Oostenrijk
| Vicekanseliers tijdens de Eerste Oostenrijkse Republiek 1918-1938  | Vicekanseliers tijdens de Eerste Oostenrijkse Republiek 1918-1938 | Vicekanseliers tijdens de Eerste Oostenrijkse Republiek 1918-1938 | Vicekanseliers tijdens de Eerste Oostenrijkse Republiek 1918-1938 | Vicekanseliers tijdens de Eerste Oostenrijkse Republiek 1918-1938 |
| Naam                                                               | begin ambtstermijn                                                | einde ambtstermijn                                                | partij                                                            |                                                                   |
| ------------------------------------------------------------------ | ----------------------------------------------------------------- | ----------------------------------------------------------------- | ----------------------------------------------------------------- | ----------------------------------------------------------------- |
| Jodok Fink                                                         | 15 maart 1919                                                     | 26 april 1920                                                     | CS                                                                |                                                                   |
| Ferdinand Hanusch                                                  | 7 juli 1920                                                       | 22 oktober 1920                                                   | SDAPÖ                                                             |                                                                   |
| Eduard Heinl                                                       | 22 oktober 1920                                                   | 20 november 1920                                                  | CS                                                                |                                                                   |
| Walter Breisky                                                     | 20 november 1920                                                  | 30 mei 1922                                                       |                                                                   |                                                                   |
| Felix Frank                                                        | 31 mei 1922                                                       | 20 november 1924                                                  | GDVP                                                              |                                                                   |
| Leopold Waber                                                      | 20 november 1924                                                  | 20 oktober 1926                                                   | GDVP                                                              |                                                                   |
| Franz Dinghofer                                                    | 20 oktober 1926                                                   | 19 mei 1927                                                       | GDVP                                                              |                                                                   |
| Karl Hartleb                                                       | 19 mei 1927                                                       | 4 mei 1929                                                        | Landbund                                                          |                                                                   |
| Vinzenz Schumy                                                     | 4 mei 1929                                                        | 26 september 1929                                                 | Landbund                                                          |                                                                   |
| Carl Vaugoin                                                       | 26 september 1929                                                 | 30 september 1930                                                 | CS                                                                |                                                                   |
| Richard Schmitz                                                    | 30 september 1930                                                 | 4 december 1930                                                   | CS                                                                |                                                                   |
| Johann Schober                                                     | 4 december 1930                                                   | 29 januari 1932                                                   |                                                                   |                                                                   |
| Franz Winkler                                                      | 29 januari 1932                                                   | 21 september 1933                                                 | Landbund                                                          |                                                                   |
| Emil Fey                                                           | 21 september 1933                                                 | 1 mei 1934                                                        | VF                                                                |                                                                   |
| Ernst Rüdiger Starhemberg                                          | 1 mei 1934                                                        | 14 mei 1936                                                       | VF                                                                |                                                                   |
| Eduard Baar-Baarenfels                                             | 14 mei 1936                                                       | 3 november 1936                                                   | VF                                                                |                                                                   |
| Ludwig Hülgerth                                                    | 3 november 1936                                                   | 11 maart 1938                                                     | VF                                                                |                                                                   |
| Edmund Glaise-Horstenau                                            | 11 maart 1938                                                     | 13 maart 1938                                                     | VF                                                                |                                                                   |
| Vicekanseliers tijdens de Tweede Oostenrijkse Republiek 1945-heden |                                                                   |                                                                   |                                                                   |                                                                   |
| Adolf Schärf                                                       | 20 december 1945                                                  | 22 mei 1957                                                       | SPÖ                                                               |                                                                   |
| Bruno Pittermann                                                   | 22 mei 1957                                                       | 19 april 1966                                                     | SPÖ                                                               |                                                                   |
| Fritz Bock                                                         | 19 april 1966                                                     | 19 januari 1968                                                   | ÖVP                                                               |                                                                   |
| Hermann Withalm                                                    | 19 januari 1968                                                   | 21 april 1970                                                     | ÖVP                                                               |                                                                   |
| Rudolf Häuser                                                      | 21 april 1970                                                     | 30 september 1976                                                 | SPÖ                                                               |                                                                   |
| Hannes Androsch                                                    | 1 oktober 1976                                                    | 20 januari 1981                                                   | SPÖ                                                               |                                                                   |
| Fred Sinowatz                                                      | 20 januari 1981                                                   | 24 mei 1983                                                       | SPÖ                                                               |                                                                   |
| Norbert Steger                                                     | 24 mei 1983                                                       | 21 januari 1987                                                   | FPÖ                                                               |                                                                   |
| Alois Mock                                                         | 21 januari 1987                                                   | 24 april 1989                                                     | ÖVP                                                               |                                                                   |
| Josef Riegler                                                      | 24 april 1989                                                     | 2 juli 1991                                                       | ÖVP                                                               |                                                                   |
| Erhard Busek                                                       | 2 juli 1991                                                       | 4 mei 1995                                                        | OVP                                                               |                                                                   |
| Wolfgang Schüssel                                                  | 4 mei 1995                                                        | 4 februari 2000                                                   | ÖVP                                                               |                                                                   |
| Susanne Riess-Passer                                               | 4 februari 2000                                                   | 28 februari 2003                                                  | FPÖ                                                               |                                                                   |
| Herbert Haupt                                                      | 28 februari 2003                                                  | 21 oktober 2003                                                   | FPÖ                                                               |                                                                   |
| Hubert Gorbach                                                     | 21 oktober 2003                                                   | 11 januari 2007                                                   | FPÖ/BZÖ                                                           |                                                                   |
| Wilhelm Molterer                                                   | 11 januari 2007                                                   | 2 december 2008                                                   | ÖVP                                                               |                                                                   |
| Josef Pröll                                                        | 2 december 2008                                                   | 21 april 2011                                                     | ÖVP                                                               |                                                                   |
| Michael Spindelegger                                               | 21 april 2011                                                     | 8 november 2014                                                   | ÖVP                                                               |                                                                   |
| Reinhold Mitterlehner                                              | 8 november 2014                                                   | 17 mei 2017                                                       | ÖVP                                                               |                                                                   |
| Wolfgang Brandstetter                                              | 17 mei 2017                                                       | 18 december 2017                                                  | partijloos                                                        |                                                                   |
| Heinz-Christian Strache                                            | 18 december 2017                                                  | 22 mei 2019                                                       | FPÖ                                                               |                                                                   |
| Hartwig Löger                                                      | 22 mei 2019                                                       | 28 mei 2019                                                       | ÖVP                                                               |                                                                   |
| Clemens Jabloner                                                   | 3 juni 2019                                                       | 1 oktober 2019                                                    | partijloos                                                        |                                                                   |
| Werner Kogler                                                      | 7 januari 2020                                                    |                                                                   | De Groenen                                                        |                                                                   |

## Verwijzing
1. ↑  Artikel 69 van de Grondwet van Oostenrijk
2. ↑  Warum es keinen Vizekanzler mehr gibt